# Лудвиг III фон Еверщайн-Наугард
Лудвиг III фон Еверщайн-Наугард (на немски: Ludwig III Graf von Everstein-Naugard; * 1527; † 25 март 1590) е граф на Еверщайн в Наугард (Новогард) в Померания, императорски дипломат, по-късно представител на померанските съсловия и съветник в херцогство Померания.
Той е син на граф Георг фон Еверщайн-Наугард-Масов (1481 – 1553) и съпругата му Валпурга Шлик фон Басано-Вайскирхен († 1575), дъщеря на граф Каспар III Шлик фон Басано-Вайскирхен († 1549) и Елизабет фон Вартенберг († 1572). Внук е на граф Лудвиг II фон Еверщайн († 1502) и графиня Валбург фон Хонщайн-Фирраден. Братята му са граф Волфганг II фон Еверщайн-Масов (1528 – 1592) и дипломата граф Стефан Хайнрих фон Еверщайн-Кваркенбург (1533 – 1613).
През 1556 г. Лудвиг е на дипломатическа служба при император Фердинанд I, след това в двора на курфюрст Август от Саксония. След това се връща в померанските си наследствени имения в Наугард/Новогард. От 1560 до 1573 г. той е на служба на херцозите Филип I и Барним IX от Померания. Той представя интересите на померанските съсловия. След това той служи при херцог Йохан Фридрих от Померания.

## Фамилия
Лудвиг III фон Еверщайн-Наугард се жени на 24 юни 1564 г. за Анна фон Мансфелд-Хинтерорт (* ок. 1520/1542; † 25 юли 1583), дъщеря на граф Каспар фон Мансфелд-Хинтерорт († 1542) и графиня Агнес фон Вид († 1588). Те имат осем деца:
- Георг Каспар фон Еверщайн-Наугард (* 21 април 1565; † февруари 1629), женен на 2 февруари 1589 г. в Прага за графиня Кунигунда Шлик († ноември 1634)
- Албрехт IV фон Еверщайн-Наугард (1567 – 1617), женен I. на 21 май 1610 х. за Доротря Дистелмайер (* 15 май 1588; † 4 март 1613), II. 1617 г. за Кордула фон Ведел
- Лудвиг фон Еверщайн-Наугард (* 1572; † 9 юли 1589)
- Валпургис фон Еверщайн-Наугард († пр. 1620), омъжена на 29 май 1608 г. в Марктбрайт в Бавария за фрайхер Йохан Еркингер фон Зайнсхайм († 20 декември 1620)
- Агнес фон Еверщайн-Наугард (* 1576; † 27 ноември 1636), омъжена I. на 18 юни 1592 г. в Щетин за граф Ернст VII фон Хонщайн (* 24 март 1562; † 8 август 1593), II. на 21 октомври 1598 г. за Буркхард Шенк фон Таутенбург (* 19 юли 1566; † 2 септември 1605)
- Анна фон Еверщайн-Наугард (* 1578; † 6 декември 1646 в Таутенбург)
- Анна фон Еверщайн-Наугард († 1646)
- Фолрад фон Еверщайн (* 2 юли 1580; † 1641), „жайл“ в Щетин (1616 – 1618)